# Velký Buddha v Ling Šan
Velký Buddha v Ling Šan je bronzová socha Buddhy Gautamy, která se nachází u města Wu-si v čínské provincii Ťiang-su.
Socha dosahuje výšky 88 metrů, což z ní činí jednu z největších Buddhových soch na světě. Se stavebními pracemi na Buddhovi se skončilo na konci roku 1996.